# Polar
Polar (celým názvem Polar Electro Oy) je finský výrobce elektroniky, který se zaměřuje na sportovní vybavení. Mezi jeho hlavní produkty patří chytré hodinky a sporttestery. Firma byla založena v roce 1977 ve finském městě Kempele, kde má i sídlo.
Kromě výroby elektroniky také provozuje stránky Polar Flow na zaznamenávání sportovních aktivit.

## Historie
Seppo Säynäjäkangas, zakladatel Polaru, vynalezl v roce 1977 první bezdrátový měřič tepu. O rok později byl uveden na trh.